# 去年ルノアールで
『去年ルノアールで』（きょねんルノアールで）は 、2006年に出版（マガジンハウス刊）されたせきしろのコラム、またはそれを原作としたテレビドラマ

## 書籍
月刊誌「relax」（マガジンハウス）に2000年2月号から2004年10月号まで連載。連載時のタイトルは「今日のルノアール」。喫茶室ルノアールを舞台に、「私」（＝せきしろ自身）が客や店員の様子を観察しながら書いたコラム。

## テレビドラマ
広報番組『Eネ!』枠内で、2007年7月15日から2007年9月30日に毎週日曜深夜26:30 - 26:40（毎週月曜日未明2:30 - 2:40）にショートドラマとして放映された。全12話。

### キャスト

#### レギュラー・準レギュラー
- 私：星野源（大人計画、SAKEROCK）
- 店員A：西村雅彦
- 店員B：山里亮太（南海キャンディーズ）
- 店員C：日村勇紀（バナナマン）
- 店員D：ANI（スチャダラパー）
- 店員E：浜野謙太（SAKEROCK）

#### ゲスト（お客様）
1話 (MENU.01)
- サングラスの女：山崎静代（南海キャンディーズ）
- サングラスの男：温水洋一

2話 (MENU.02)
- ヤクザ：遠藤憲一
- OL：坂井真紀
- 暴走族A：尾上寛之
- 暴走族B：清水優

3話 (MENU.03)
- 勧誘員：北村一輝
- 女子大生：箕輪はるか（ハリセンボン）
- 学生A：ノゾエ征爾

4話 (MENU.04)
- 母親：本上まなみ
- 息子：今井悠貴

5話 (MENU.05)
- 中年男：でんでん
- 東南アジア系女：チョウ・エン
- ヤンキー：山崎裕太
- ボス：ゆうたろう
- 刑事A：石原良純
- 刑事B：野中隆光

6話 (MENU.06)
- ヤンキー夫：劇団ひとり
- ヤンキー妻：片桐はいり

7話 (MENU.07)
- クハラカズユキ：クハラカズユキ
- ヤクザ：設楽統（バナナマン）
- 腕立て男：山田勝己
- ケント・フリック
- ゾンビ：ロボ宙

8話 (MENU.08)
- 頭を洗う男：森下能幸
- アイドル：小林恵美
- 社員A：辻修
- 社員B：大堀こういち
- 社員C：菅原栄二

9話 (MENU.09)
- 中年男：杉作J太郎
- ジョン：宮崎吐夢
- ヨーコ：高田聖子

11話 (MENU.11)
- 近藤春菜（ハリセンボン）
- みのすけ
- 赤堀雅秋（THE SHAMPOOHAT）

12話 (MENU.12)
- 木村明浩（バッファロー吾郎）
- 竹若元博（バッファロー吾郎）

### サブタイトル
1. 「ライブハウス ルノアールにようこそ!」〜氷室京介
2. 「表のルノアールの看板の電球、切れてるよ!」〜エジソン
3. 「みそら…じゃない、ルノアールだった！」〜生方アナウンサー
4. 「パンが無ければルノアールでモーニングを食べればいいじゃない」〜マリー・アントワネット
5. 「聞こえてるよ、10人ともルノアールに行きたいんだろ」〜聖徳太子
6. 「10メートル先のルノアールにもキャデラックで行けるようになりたい」〜矢沢永吉
7. 「俺は日本で流行る前からクロムハーツとルノアールが好きなんだ」〜押尾学
8. 「ルノアールでまだ食ってる途中でしょうが!」〜黒板五郎（テレビドラマ『北の国から』）
9. 「板垣死すともルノアールは死せず」〜板垣退助
10. 「あの娘、僕がルノアール行ったらどんな顔するだろう」〜岡村靖幸
11. 「今年のニューイヤーロックフェスはルノアールで開催だ!」〜内田裕也
12. 「吐き気がするほどルノアリストだぜ!」〜遠藤ミチロウ

### スタッフ
- 脚本：せきしろ×からしま＋おおね
- 音楽：シンコ（スチャダラパー）＋K.U.D.O.
- 演出：大根仁
- 企画・プロデュース：小林智浩、五箇公貴、黒木一貴
- 美術：ニイルセン
- 制作協力：オフィスクレッシェンド
- 製作・著作：日本出版販売、JVCエンタテインメント、テレビ東京

### 映像ソフト
| 発売日            | タイトル                                  | 規格              | 規格品番          |
| JVC ENTERTAINMENT | JVC ENTERTAINMENT                         | JVC ENTERTAINMENT | JVC ENTERTAINMENT |
| ----------------- | ----------------------------------------- | ----------------- | ----------------- |
| 2007年10月26日    | 去年ルノアールで 深煎りブレンド           | DVD               | VTBF-5002         |
| 2007年10月26日    | 去年ルノアールで ガラナ                   | DVD               | VTBF-5003         |
| 2007年10月26日    | 去年ルノアールで DVD-BOX 深煎り妄想セット | DVD               | VTZF-5001         |